# David Safier
David Safier [sá:fir] (Bremen, 13 december 1966) is een Duits scenarioschrijver en auteur.

## Leven en werk
Na de middelbare school heeft Safier eerst een opleiding tot journalist gevolgd. Hij deed redactionele ervaring op in de radio en op televisie, met name bij Radio Bremen. Safier is sinds 1996 werkzaam als scenarioschrijver.

### Scenario's
Hij schreef de dialogen voor Nikola (1997–1999), Himmel und Erde (1998), Die Camper (1998–1999), Die Schule am See (1999) en Mein Leben und ich (2000/2001), was de hoofdschrijver van Zwei Engel für Amor (2006). Voor het script van de serie Mein Leben und ich ontving hij in 2003, de MDR-Kinder-Film- und Fernsehpreis Goldener Spatz.
Met Radio Bremen, ontwikkelde hij in 2001 als hoofd schrijver de sitcomBerlin, Berlin. In 2003 werd hij bekroond met de Adolf Grimme-prijs in de categorie Fictie en entertainment. In 2002 werd Berlin, Berlin met de Deutschen Fernsehpreis bekroond. De jury oordeelde dat zijn scripts vrij waren van 'hang naar opgeblazen drama of papieren pathos ". Zijn personages zijn... laconiek en precies getekend in weinig zinnen". In 2004 won Berlin, Berlin ook de grote Amerikaanse tv-prijs Emmy.

### Romans
In maart 2007 werd zijn debuutroman Mieses Karma uitgegeven door Kindler Verlag. Het verhaal gaat over de succesvolle, maar meedogenloze tv-presentatrice Kim Lange, die sterft en herboren wordt als een mier, omdat ze te veel slechte Karma heeft verzameld. Vanaf dat moment is het doel van haar leven het verzamelen van goede karma, om de reïncarnatie-ladder weer te beklimmen en weer een plaats te veroveren in de harten van haar familie. Deze roman is vertaald in verschillende talen (o.a. in het Italiaans, Frans en Russisch en Nederlands). Dit werd gevolgd door Jesus liebt mich (2008) en Plötzlich Shakespeare (2010).

## Werk
- Mieses Karma. Kindler, Berlin 2007, ISBN 3-499-24455-1 / ISBN 978-3-463-40508-7, als Taschenbuch: rororo 24455, Rowohlt, Reinbek bei Hamburg 2008, ISBN 978-3-499-24455-1.
- Jesus liebt mich. Kindler, Berlin 2008, ISBN 978-3-463-40552-0, als Taschenbuch: rororo 24811, Rowohlt, Reinbek bei Hamburg 2009, ISBN 978-3-499-24811-5.
- Plötzlich Shakespeare. Kindler, Berlin 2010, ISBN 978-3-463-40553-7, als Taschenbuch: rororo 24812, Rowohlt, Reinbek bei Hamburg 2011, ISBN 978-3-499-24812-2.
- Happy Family. Kindler, Berlin 2011, ISBN 978-3-463-40618-3, als Taschenbuch: rororo 25272, Rowohlt, Reinbek bei Hamburg 2012, ISBN 978-3-499-25272-3.
- Muh! Kindler, Berlin 2012, ISBN 978-3-463-40603-9, als Taschenbuch: rororo, Rowohlt, Rheinbek bei Hamburg 2013, ISBN 978-3-499-25626-4.
- 28 Tage Lang. Kindler, Berlin 2014, ISBN 978-3-463-40640-4, als Taschenbuch: rororo, Rowohlt, Rheinbek bei Hamburg 2014, ISBN 978-3-463-40640-4